# World Service Authority

Flaga organizacji

World Service Authority (WSA) – założona w 1954, organizacja non-profit postulująca edukację o „światowym obywatelstwie”, „światowym prawie” i Rządzie Światowym. Znana ze sprzedaży „Światowych Paszportów”.

## Struktury
Ma swoje biuro w Waszyngtonie. Biuro w Szanghaju zostało zamknięte przez Chiny 1 stycznia 2010 roku. Od 2017 r. prawnik David M. Gallup jest przewodniczącym WSA.

## Historia
Organizacja została założona przez Garry’ego Davisa, byłego aktora na Broadwayu i pilota bombowca w czasie II wojny światowej. Davis w 1948 r. zrzekł się swojego amerykańskiego obywatelstwa, by żyć jako „obywatel świata”. 4 września 1953 r. ogłosił powstanie „Światowego Rządu Obywateli Świata” (ang. World Government of World Citizens), którym kierował. Pierwsze biuro zostało otwarte w Nowym Jorku w 1954. W przeszłości WSA miało także biura w Bazylei, Londynie i w Tokio.

## Działalność
Poza sprzedażą Światowych Paszportów, WSA rejestruje kupujących jako „obywateli świata” i sprzedaje „światowe” dowody osobiste takie jak akty urodzenia, dowody osobiste, akty ślubu, karty azylu politycznego, „Międzynarodowe Wizy Wyjazdowe” i „Międzynarodowe Zezwolenie na Pobyt” (ang. International Residence Permits). Dział prawny organizacji jest odpowiedzialny za pomoc posiadaczom tych dokumentów. Organizacja promuje też programy takie jak „Mundialization” – ogłaszanie miast jako „terytoriów światowych”; „World Syntegrity Project” – próba stworzenia konstytucji dla świata poprzez spotkania obywateli; oraz inne projekty. WSA jest także zaangażowany w projekt ustanowienia Światowego Trybunału Praw Człowieka. Organizacja sprzedała podobno znaczki pocztowe rządu światowego, które według G. Davisa pomogły przekazać tysiące listów między Chinami i Tajwanem na początku lat 80.